# Ciberutopía
La ciberutopía es la creencia en que las nuevas tecnologías de la comunicación, especialmente Internet, son en sí mismas emancipatorias, y que Internet favorece a los oprimidos más que a los opresores. Esta teoría ha acompañado a Internet desde sus inicios, y fue objeto de crítica ya en 1995 por el colectivo Critical Art Ensemble. Aunque la visión romántica del ciberespacio fue dañada por la explosión de la burbuja de las punto com, la visión utópica de Internet continuó reinventándose en la primera década del siglo XXI. Es una forma de tecnoutopía.
Se ha dado en llamar Doctrina Google a la fe entusiasta de los ciberutópicos en el poder liberador de la tecnología, acompañada por el irresistible impulso de alistar a las empresas de nuevas tecnologías, en la lucha global por la libertad. Este enfoque liberal de la democratización de las sociedades ha recibido muchas críticas.

## Análisis
La realidad ha dado la razón a los ciberutópicos sobre la potenciación de la libertad en algunos aspectos como:
- Liberación de la generación de contenidos. El proceso de generación de contenidos se ha abierto parcialmente. Cualquiera puede generar un contenido y publicarlo de forma masiva, ya sea publicándolo directamente o a través de plataformas, como la Wikipedia que lo permiten. Antes esto solo se podía hacer a través de cierto intermediarios como editoriales, revistas, periódicos, radios, televisiones, etc. De esta forma se acota el dominio cuasi absoluto de los medios tradicionales. En el mundo del periodismo se ha dado lugar al periodismo ciudadano.[3]
- Facilita la movilización social lo cual favorece el cambio social. La acción social para el cambio social requiere de un proceso de comunicación previo que ponga en contacto a los individuos y les haga compartir sus inquietudes y encontrar en el apoyo mutuo y en la multitud un antídoto contra el miedo a levantarse. Internet y sus redes horizontales han transformado ese proceso de comunicación necesario. Sin embargo la tecnología de comunicación no es la causa del movimiento social. Los movimientos sociales surgen de las contradicciones y conflictos de las sociedades. Además Internet favorece la organización, deliberación, coordinación y toma de decisiones una vez que el movimiento social se ha iniciado. Internet tiene la cultura de la autonomía, la de situarse al margen del marco institucional tradicional, lo que la hace una herramienta muy apropiada para los movimientos sociales, los cuales también tienen esta cultura.[4][5]
- Facilita la accesibilidad de la información. El acceso a la información es más fácil pudiendo acceder casi desde cualquier sitio a casi cualquier información.[3]
- Facilita las relaciones. Son mucho más fáciles tanto las relaciones personales, especialmente a través de las redes sociales, como las económicas.[3]
- Transparencia de los poderes públicos. Se ha conseguido una mayor transparencia de los poderes públicos aunque aún no se haya llegado a un verdadero Gobierno abierto.[3]
- Facilita realización de los procesos electorales. Esta facilidad ha llegado a provocar el planteamiento de una democracia directa a través de la llamada Democracia digital.[6]
- Desvincular la moneda de los gobiernos. Las monedas digitales no son emitidas por gobierno alguno y por tanto no tiene un control absoluto sobre la misma. Esto, según los ciberutópicos, permite un mercado electrónico más libre.[7]

Sin embargo las nuevas tecnologías de las comunicación, como han indicado diversos autores, tienen aspectos que atentan contra la libertad del individuo:
- Permite que los gobiernos autoritarios censuren masivamente contenidos. Ya sea directa, evitando el acceso a los contenidos, o indirecta (por ejemplo pagar a personas para que troleen, presionar a personas para que no publiquen cierto tipo de opiniones)
- Permite la vigilancia masiva de los ciudadanos. Por ejemplo se puede controlar a qué información accede, qué información genera e incluso donde está (usando la localización de la conexión).
- Es un entorno ideal para la propaganda masiva (por ejemplo pagando a bloggeros para que publiquen opiniones afines).
- Crea nuevas entidades intermediaria con poder, asociadas con la tecnología, que pueden coartar la libertad y pueden tener un valor crucial. Por ejemplo los ISP, el buscador más importante (Google) o las empresas que hay detrás de las redes sociales más importantes (Facebook y Twitter).
- Fomenta la creencia de que el ciberactivismo lo es todo (Activismo de sillón). El ciberactivismo como firmar una carta y enviarla por correo electrónico, reenviar un video a tus contactos, hacer click en Me Gusta en Facebook o reituitear un mensaje reivindicativo es un tipo de activismo pero no el más importante. Lo importante es la verdadera movilización. El peligro del ciberactivismo es que puede hacer sentir satisfechos por la colaboración prestada y a la postre invitar a despreciar la práctica y la movilización en el mundo real lo cual es lo más efectivo.[3]
- Ante el ingente volumen de contenido es difícil encontrar contenido de alta calidad e incluso diferenciar entre lo verdadero y lo falso. La propaganda es difícilmente identificable.[8]
- Tribalización y trivialización de las comunicaciones personales. Las personas se comunican más pero solo con las personas afines, de su tribu.  La  ciudadanía no habla con sus adversarios, quiere oír y leer los argumentos de su tribu. Habla en círculos endogámicos. De esta forma unos pocos lideran y el resto observa y sigue. Como consecuencia se tiene una trivialización  del debate público, haciendo que  las “conversaciones” políticas y sociales sean tan simples, triviales, arquetípicas y en blanco y negro como siempre lo fueron en los viejos cafés europeos, los bares y los hogares y los lugares de trabajo[9]

Estos aspectos han provocado el crecimiento del número de ciberescépticos o ciberrealistas (forma de tecnorealismo) argumentando que el poder adapta sus tácticas usando tecnologías para responder a las amenazas.

## Origen: Ideología californiana
Es origen de la ciberutopía es la ideología Californiana, un conjunto de creencias combinadas con actitudes bohemias y antiautoritarias, que provienen de la contracultura de los 60, junto con una visión utópica de la tecnología y que se apoya en las políticas económicas neoliberales. El origen de esta ideología fueron personas el fervor universitarlos de los años 1990 y el auge de la industria de las nuevas tecnologías, llamada en aquel momento punto com, de Silicon Valley. Adam Curtis lo conecta con la filosofía conectivista de Ayn Rand. Esta ideología impulsó la primera generación de pioneros de Internet. 
Esta ideología se reflejó, documentó, e incluso activamente promovió en las páginas de la revista Wired, la cual fue fundada en San Francisco en 1993 y sirvió durante varios años como la "biblia" de sus adherentes.
Esta ideología creía que el cambio tecnológico revolucionaría los asuntos humanos, y que la tecnología digital en particular - de la cual Internet no sería sino un modesto precursor - incrementaría la participación democrática, la vida asociativa y la libertad personal, liberando así al individuo del rígido abrazo del gran gobierno burocrático. La conexión en tiempo real entre personas el acceso generalizado y aparentemente libre a tantísima información romperían el control social por parte de los poderes tradicionales. Por otro lado los "trabajadores auto-empoderados de conocimiento" presentarían a las jerarquías tradicionales como redundantes; las comunicaciones digitales les permitiría a ellos escapar de la ciudad moderna, un "obsoleto remanente de la era industrial".
Sus adherentes reclaman transcender las convencionales distinciones "derecha/izquierda" en la política volver obsoleta a la política. Sin embargo, este tecno-utopismo atrae desproporcionadamente adherentes del extremo del espectro político del liberalismo libertario. Por lo tanto, a los tecno-utópicos frecuentemente les desagrada las regulaciones gubernamentales y creen en la superioridad del mercado libre. Prominentes "oráculos" del tecno-utopismo incluyen a George Gilder y Kevin Kelly, un editor de Wired quien ha publicado también varios libros.
Finalizando el boom de las punto com de los años 1990, cuando la burbuja especulativa ocasionó las proclamas de que una era de "prosperidad permanente" había llegado, el tecno-utopismo floreció, típicamente entre el pequeño porcentaje de la población que eran empleados de Internet startups y/o propietarios de grandes cantidades de stocks de alta tecnología. Con la subsiguiente quiebra, muchas de esas tecno-utopías punto com tuvieron que controlar algunas de sus creencias a la vista de un claro retorno a la realidad de la economía tradicional.

## En obras de ficción
En algunas obras de ciencia ficción aparece este tono optimista que considera a Internet como un medio para la libertad de expresión.

## Críticas
En 2011 Evgeny Morozov, en su libro El desengaño de Internet. Los mitos de la libertad en la red, critica la ciberutopía, particularmente las políticas globales. Morozov cree que es una creencia ingenua y que son innegables los inconvenientes del ciberespacio, ya que ofrecen a los poderes no democráticos grandes oportunidades como poder ejercer la vigilancia y la propaganda masiva (por ejemplo, pagando a bloggeros para que publiquen opiniones afines). Además, los gobiernos autoritarios no tienen complejo en aplicar censura ya sea directa o indirecta (por ejemplo, pagar a personas para que troleen, presionar a personas para que no publiquen cierto tipo de opiniones). Además de estas ventajas que ofrece al poder, Morozov resalta el poder que tienen los intermediarios como los ISP, el buscador más importante (Google) o las empresas que hay detrás de las redes sociales más importantes (Facebook y Twitter). Las nuevas tecnologías aumentan las capacidades de todos los actores, y eso no tiene por qué favorecer la igualdad y la justicia. Por otro lado, pensar que sortear las instituciones es, por defecto, empoderamiento o liberación es equivocado. ¿Qué clase de liberación es no tener asistencia sanitaria por no poder pagarla y tener un gobierno tan débil que no pueda hacer nada?
Andrew Keen, Jaron Lanier, y Nicholas Carr han apuntado que el impulso de las nuevas tecnologías está sacrificando nuestra humanidad en nuestra sociedad. Lanier lo describe como "un apocalipsis de auto-abdicación". Lanier establece que la "consciencia está intentado quedarse fuera de la existencia". Él entonces nos hace la pregunta "¿Qué pides a una persona?". Lanier alerta que enfatizando la masa estamos quitando énfasis de los individuos y cuando pides a las personas que dejen de ser personas, ellos se comportan como la muchedumbre. Keen y Carr también están de acuerdo en que es peligroso la mentalidad de la muchedumbre que domina Internet. Keen establece que más que crear más democracia, Internet está fortaleciendo las reglas de la muchedumbre y que más que acoger el renacimiento de una sociedad igualitaria ha creado una "centrada en sí misma". cultura de voyeurismo y narcisismo. Nicholas Carr establece que "los métodos prevalentes de las comunicaciones computarizadas y la coordinación aseguran que el rol de la gente va a tener un retroceso. Estamos diseñando un sistema que nos descarta".